# Van de oude dame en de muis
Van de oude dame en de muis is een Nederlandstalige novelle, geschreven door Paul Biegel en uitgegeven in 1985 bij Uitgeverij Holland in Haarlem. Het boek werd door Birgit Lehmann in het Duits vertaald als Die alte Dame und die Maus
Het is een van de weinige werken van Biegel die niet specifiek voor kinderen bedoeld zijn.